# Secluded Rocks
Die Secluded Rocks (englisch für Abgelegene Felsen) sind niedrige und markant gebänderte Felsvorsprünge im ostantarktischen Kempland. Sie ragen 10 km südsüdwestlich des Kemp Peak zwischen dem Mulebreen und dem Cosgrove-Gletscher auf.
Luftaufnahmen und Vermessungen der Australian National Antarctic Research Expeditions aus den Jahren von 1954 bis 1966 dienten ihrer Kartierung. Das Antarctic Names Committee of Australia benannte sie nach ihrer geographischen Lage.